# Södermanlands runinskrifter 264
Runinskrift Sö 264, även kallad "Hässlingbystenen" eller "Korsstenen", är en runsten som står bakom Kikarberget i Hässlingby, Österhaninge socken och Haninge kommun på Södertörn.

## Stenen
Runstenens material består av Stockholmsgranit och den är endast ornerad med ett enkelt, likarmat kors där några få runor och punkter syns inhuggna utan någon begriplig mening. Centralt i korsets mitt finns en inramad punkt. Höjden på den grova stenhällen är 228 cm och bredden 145 cm. Den hittades år 1900 och restes på nytt 1928 innanför åkerkanten vid Kikarbergets norra fot. Efter detta föll den i något läge omkull igen och låg inbäddad i högt gräs och sly med ristningen dold av lavar och mossa. År 2019 rengjordes stenen och restes återigen upp.

## Inskriften

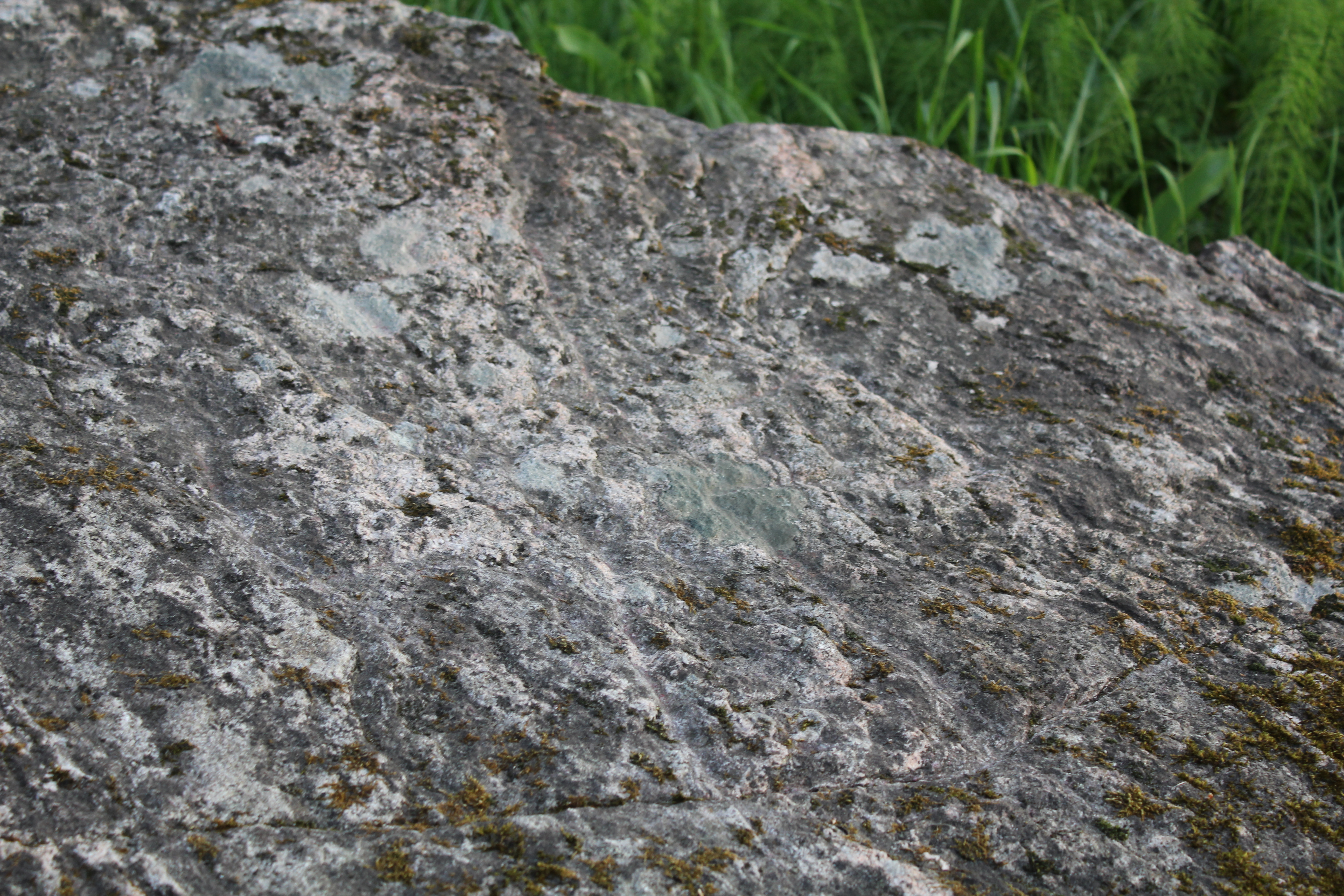
Närbild av den mycket otydliga korsristningen.

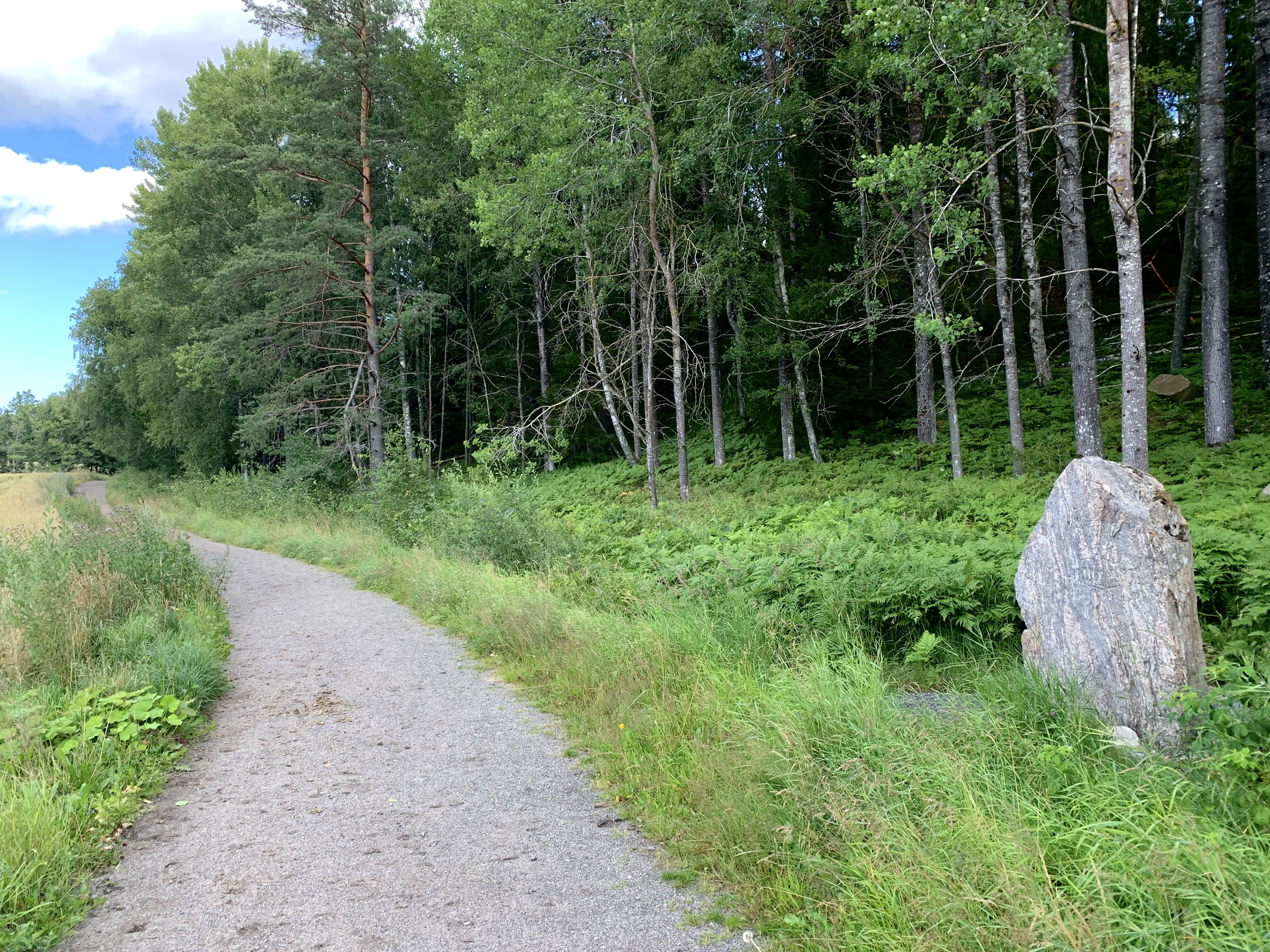
Runstenen längs vägen. Foto från väster.

Noterbart är att oklarheter finns avseende tolkningen av de fåtaliga och något otydliga runorna på stenen. Erik Brate anger en tolkning i "Sveriges runinskrifter" . Arkeologen Roger Wikell anför en annan tolkning i en artikel i "Glimtar från Haningebygden", han läser fadiirt och översätter till „Fader T“.
Translitterering av runraden:
f : ¶ rn : ¶ aþ : ¶ ii ÷
Normalisering till runsvenska:
Biǫrn faði
Översättning till nusvenska:
Björn [till] fader
eller
Björn ristade
En alternativ translitterering av rn är rt.
En alternativ translitterering av ii är bi. Det är läsningen bi + rn som ger tolkningen Biǫrn. Detta är en möjlig läsning av runorna.